# Wyżni Ciężki Przechód
Wyżni Ciężki Przechód (niem. Oberer Verborgener Durchgang, słow. Vyšný český priechod, węg. Felső-Csehtavi-átjáró, ok. 2025 m) – przełączka w bocznej, wschodniej grani Niżnich Rysów w Tatrach Słowackich. Znajduje się w górnej części południowo-wschodniej grani Ciężkiej Turni, powyżej Ciężkich Igieł. Jest to najszersza i najwybitniejsza przełączka w tej grani, w bocznej ścianie południowego filara Ciężkiej Turni. 
Z Wyżniego Ciężkiego Przechodu na południe, na Ciężki Taras, opada prosty żleb o szerokości około 20 m i różnicy wysokości 130 m. Prawe (patrząc od dołu) ograniczenie żlebu tworzą lite ściany Ciężkiej Baszty, lewe, również lite skały filara Ciężkiej Turni. Śnieg zalega w żlebie zazwyczaj do połowy lipca, gdy wytopnieje, żleb jest bardzo kruchy. Z tego powodu jest dużo łatwiejszy do przejścia zimą, niż latem. Prowadzi nim droga wspinaczkowa ze Zmarzłego Kotła przez Wyżni Ciężki Przechód i Ciężkie Koryto.  Po raz pierwszy żlebem przeszedł Zbigniew Korosadowicz 22 grudnia 1931 r. Pierwsze przejście letnie: Róża Drojecka, Tadeusz Orłowski i Jerzy Panek 31 lipca 1938 r. Określili przejście żlebem jako nieco trudne. Jednak Władysław Cywiński idąc nim 28 sierpnia 1999 r., i kilka godzin później idący tym żlebem Edward Lichota określili trudność na III w skali tatrzańskiej, podobnie zespół Z. Kiszela i G. Sowy, który schodząc nim musiał stosować sztywną asekurację. Przewodnik wspinaczkowy Witolda Henryka Paryskiego, który zapewne korzystał z opisu pierwszych jego zdobywców, zaleca zejście z Ciężkiej Turni przez ten przechód.  Według W. Cywińskiego jest to nieporozumienie; żleb ten jest niebezpieczny i lepiej zejść Ciężkim Korytem przez Niżni Ciężki Przechód.
Autorem nazwy przechodu jest Władysław Cywiński.

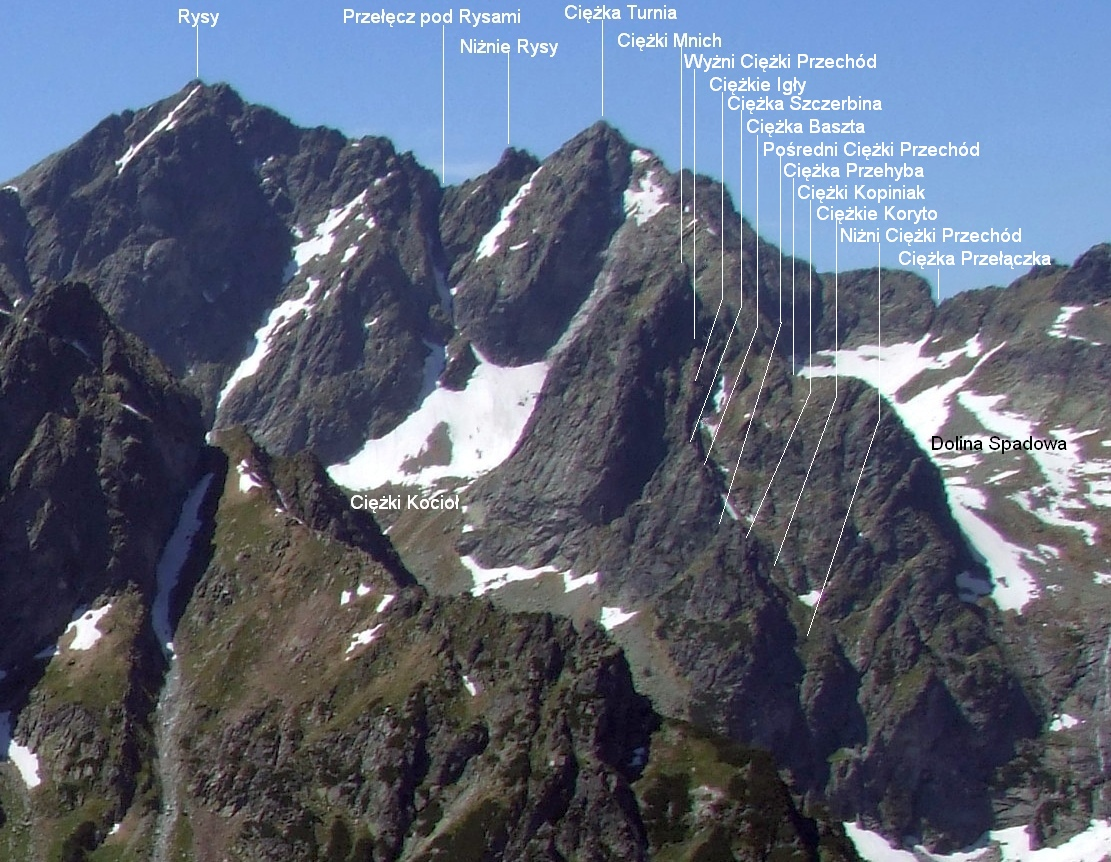
Widok z Doliny Białej Wody